# Bibel der Königin Sophia

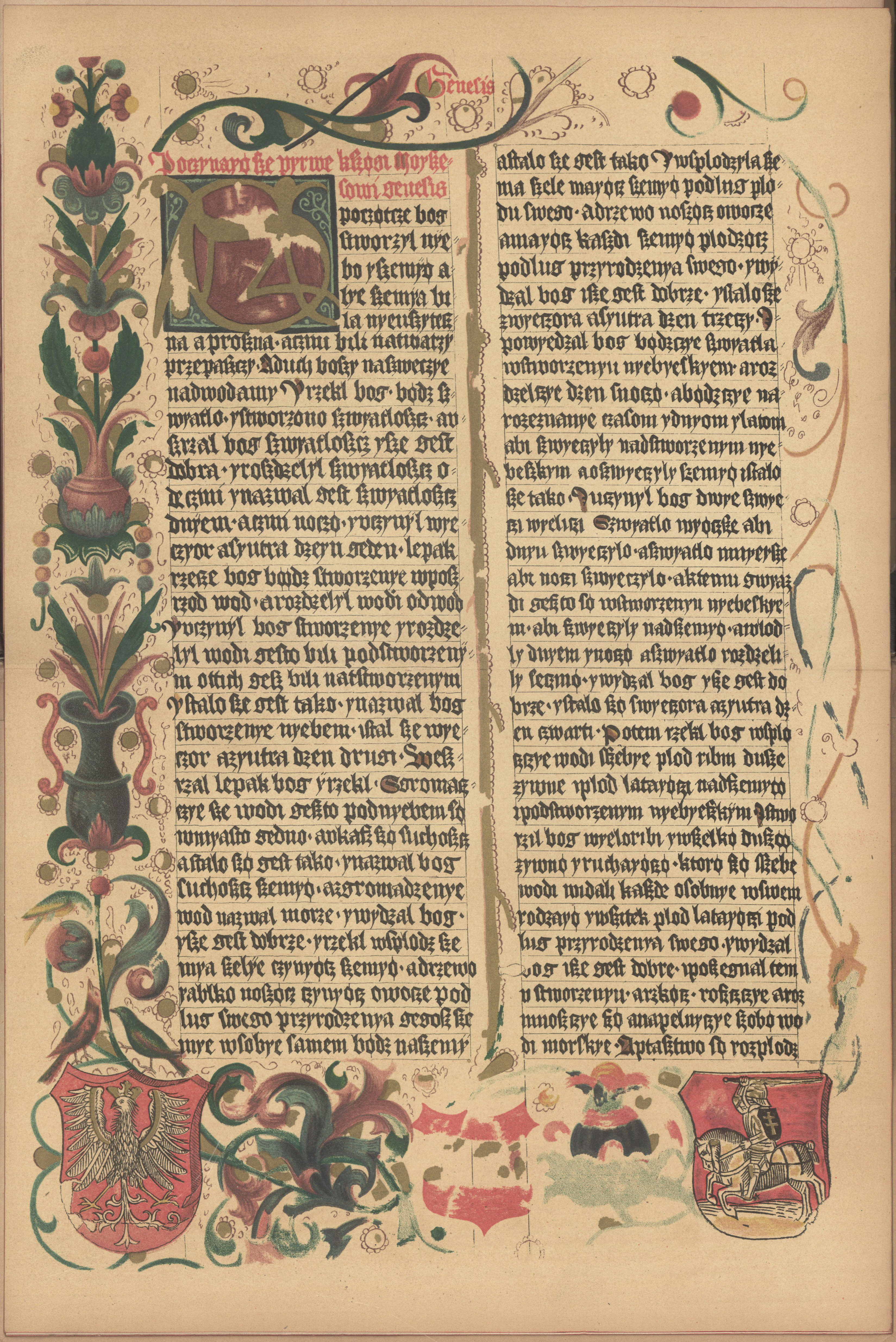
Buchseite der Bibel

Die Bibel der Königin Sophia (auch Königin-Sophia-Bibel, polnisch Biblia królowej Zofii) ist die älteste bekannte vollständige Übersetzung des Alten Testaments ins Polnische. Sie gilt als bedeutendste Quelle für das spätmittelalterliche Altpolnisch. Sie entstand zwischen 1433 und 1455 am Königshof in Krakau, wo sich in der Wawel-Kathedrale die Königin-Sophie-Kapelle befindet.

## Geschichte
Die Bibelübersetzung wurde von der polnisch-litauischen Königin Sophia Holszańska bei ihrem Beichtvater Andrzej z Jaszowic in Auftrag gegeben. Königin Sophia sprach kein Latein und wollte selbst das lateinische Original der Bibel lesen können. Die Übersetzung dauerte von 1433 bis 1455 und wurde von Andrzej z Jaszowic selbst gefertigt, wobei ihm Kopisten zur Seite standen. Sie umfasste knapp 500 Seiten. Eine Kopie der Bibel befand sich seit spätestens 1708 in der Bibliothek von Sárospatak in Ungarn. Bis ins 19. Jahrhundert blieben 185 Seiten erhalten. Die beiden Weltkriege des 20. Jahrhunderts überdauerten nur zwei und eine halbe Seite. Die Universität Breslau besitzt zwei Seiten und die Nationalbibliothek der Tschechischen Republik eine halbe Seite. Der Rest der Bibelübersetzung ist jedoch aus Abschriften bekannt.